# Faxon-jukka
A Faxon-jukka (Yucca faxoniana) (közismertebb nevén spanyol bajonett, vagy ahogy a helyiek hívják, Szent Péter pálmája) a spárgafélék családjába tartozó pálmaliliom (más néven jukka) növénynemzetség egy faja.
A fajt Charles Edward Faxonról nevezték el. William Trelease 1893-ban Yucca australis néven sok más Yucca-fajjal közösen sorolta be. A ma érvényes besorolását Charles Sprague Sargent alkotta meg 1905-ben.

## Előfordulása
A Faxon-jukka a mexikói Chihuahua sivatagtól Coahuila és Chihuahua államokon keresztül egészen Texasig tart, elsősorban hegyvidéki területeken, 1200–1600 m tengerszint feletti magasságban. Legtöbbször a Yucca torreyi, Y. elata, Y. baccata, Y. rostrata és Y. treculiana, valamint más agávé- és kaktuszfajok társaságában fejlődik.

## Megjelenése
A magánosan fejlődő Faxon-jukka magas szárat képez, melynek hossza elérheti a 7 m magasságot is. Változatos megjelenésű levelei kékes-szürkés-zöldes színűek, 1–1,4 m hosszúak, a hajtások csúcsán rozettát képeznek. A felegyenesedő és elágazó virágzati tengely 1–1,2 m magas lehet, a hosszúkás fehér virágok 55–90 mm hosszúak, márciustól májusig nyílnak.
Közeli rokonságban áll a Yucca canerosana taxonnal, azzal ellentétben levelei rövidebbek és szélesebbek. Felületesen szemlélve emlékeztet a Yucca torreyi és Yucca treculiana fajokra, de azoktól erőteljesebb, vaskosabb szárával különbözik. A Yucca sectio, Faxonianae series tagja. Száraz állásban télálló -20 °C-ig, idős tövei megtalálhatóak Albuquerque és Santa Fé városaiban Új-Mexikóban. Európában Hamburg botanikus kertjében található egy 50 éves példánya, melynek magassága 6 m lehet.

## Fordítás
- Ez a szócikk részben vagy egészben  a   Yucca faxoniana című német Wikipédia-szócikk ezen változatának fordításán alapul.  Az eredeti cikk szerkesztőit annak laptörténete sorolja fel. Ez a jelzés csupán a megfogalmazás eredetét és a szerzői jogokat jelzi, nem szolgál a cikkben szereplő információk forrásmegjelöléseként.